# São Carlos
För andra betydelser, se São Carlos (olika betydelser).
São Carlos, tidigare känd som São Carlos do Pinhal, är en stad och kommun i delstaten São Paulo i Brasilien. Folkmängden i kommunen uppgår till cirka 250 000 invånare. São Carlos grundades 1857.

## Administrativ indelning
Kommunen var år 2010 indelad i fem distrikt:
- Água Vermelha
- Bela Vista São-Carlense¹
- Santa Eudóxia
- São Carlos¹
- Vila Nery

¹Del av centrala São Carlos.